# Polyplectropus africanus
Polyplectropus africanus is een schietmot uit de familie Polycentropodidae. De soort komt voor in het Afrotropisch gebied.